# Elsie Howey

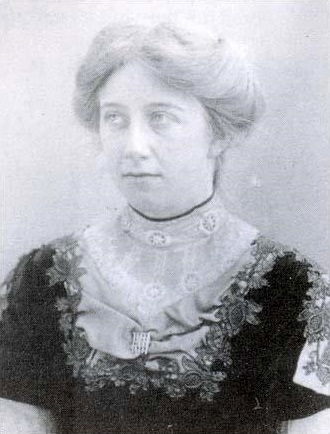
Elsie Howey, ca. 1909

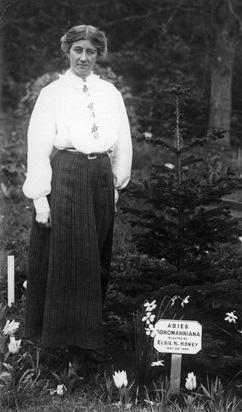
Elsie Howey im Garten von Eagle House beim Pflanzen einer Nordmann-Tanne, 1909

Rose Elsie Neville Howey (* 1. Dezember 1884 in Finningley, Metropolitan Borough of Doncaster; † 13. März 1963 in Malvern, Worcestershire) war eine englisch-britische Suffragette. Sie war eine militante Aktivistin der Women’s Social and Political Union (WSPU) und wurde zwischen 1908 und 1912 mindestens sechs Mal inhaftiert.

## Leben
Howey als Tochter von Thomas Howey, dem Rector der Gemeinde, und Emily Gertrude (geborene Oldfield) geboren. Als ihr Vater 1887 starb, zog die Familie nach Malvern, Worcestershire. 1902 begann Howey ein Studium der Fächer Englisch, Französisch und Deutsch an der Universität St Andrews. Sie verließ die Universität 1904, um nach Deutschland zu reisen, wo sie erstmals mit der Frauenrechtsbewegung in Kontakt kam.
Howey trat 1907 der Women’s Social and Political Union (WSPU), einer militanten Frauenrechtsorganisation, bei.
Im Februar 1908 wurden sie und ihre Schwester Mary Gertrude Howey zusammen mit anderen WSPU-Mitgliedern verhaftet, nachdem sie sich an dem gewagten sogenannten „Pantechnicon-Überfall“ beteiligt hatten. Dabei wurde ein Möbelwagen (pantechnicon) als trojanisches Pferd benutzt, um zwanzig Suffragetten zum Unterhaus zu bringen.
Nach ihrer Freilassung schloss Howey sich Annie Kenney und Mary Blathwayt an, um im Mai 1908 bei einer Nachwahl in Shropshire zu protestieren. Kurz darauf wurde sie erneut für drei Monate inhaftiert, weil sie vor dem Haus des damaligen Premierministers H. H. Asquith protestiert hatte, und zu sechs Wochen Gefängnis verurteilt wurde. Ihre Demonstrationen wurden immer gewagter, unter anderem versteckte sie sich über Nacht in der Orgel der Colston Hall in Bristol, in der Minister Augustine Birrell eine Rede halten sollte.
Am 5. September 1910 ging sie noch weiter, als sie zusammen mit Vera Wentworth und Jessie Kenney Premierminister Asquith und Innenminister Herbert Gladstone angriff, während die Männer Golf spielten, und Asquith bis zu seinem Ferienhaus verfolgten, wo sie Protestkarten mit der Aufschrift „Lasst Patricia Woodlock frei“ und anderes Suffragettenmaterial in seinem Privatgarten hinterließen. Howeys gewalttätiges Vorgehen wurde von einigen anderen Mitgliedern der WSPU kritisiert, die auch ihren Ausschluss forderten. Unter anderem war dies zu viel für Mary Blathwayts Familie. Ihre Mutter Emily trat aus der WSPU aus und ihr Vater schrieb Protestbriefe an Christabel Pankhurst, Howey und Wentworth. Pankhurst wurde mitgeteilt, dass Howey und Wentworth Eagle House nicht mehr besuchen dürften. Wentworth schickte ein langes Antwortschreiben, in dem sie ihr Bedauern über ihre Reaktion zum Ausdruck brachte, aber auch darauf hinwies, dass „sollte Mr. Asquith eine Abordnung (wieder) nicht empfangen wird, sie ihn wieder verprügeln würden“.
Im Januar 1910 wurde Constance Bulwer-Lytton im Gefängnis Walton Gaol inhaftiert und, als sie in den Hungerstreik trat, auch zwangsernährt. Als Reaktion darauf zerschlug Howey die Fenster des Hauses des Gefängnisdirektors, um eine eigene Inhaftierung e zur Unterstützung Lyttons zuerreichen. Lytton wiederum nannte Howey das most dear one of our members.
Im April 1910 erregte sie landesweites Aufsehen, nachdem sie eine WSPU-Demonstration durch London angeführt hatte, bei der sie als Jeanne d’Arc in einer kompletten Rüstung zu Pferd unterwegs war, eine Rolle, die sonst auch die Schauspielerin Marjery Bryce spielte. Im Juli wurde sie erneut verhaftet, als sie in Penzance demonstrierte. In dieser Zeit trat sie in einen Hungerstreik und fastete 144 Stunden lang. Im Laufe des Jahres 1910 setzte sich Howey für die Etablierung der Wahlrechtsbewegung in Plymouth und Torquay ein. Bei der Volkszählung von 1911 beteiligte sie sich am Boykott der Suffragetten und verweigerte die Teilnahme an der Volkszählung, indem sie „Votes for Women“ auf ihr Formular schrieb.
In ihrer Laufbahn als Suffragette wurde Howey mindestens sechs Mal inhaftiert. Im Gefängnis trat sie oft in den Hungerstreik und wurde deshalb zwangsernährt; nach einer dieser Maßnahmen brauchte sie vier Monate, um sich von den daraus resultierenden Verletzungen am Hals zu erholen. Ihre letzte Verhaftung erfolgte im Dezember 1912, nachdem sie einen Feueralarm ausgelöst hatte. Sie wurde zu einer viermonatigen Haftstrafe verurteilt, aber nach einem langen Hungerstreik, bei dem ihr durch die Zwangsernährung fast alle Zähne abgebrochen waren, vorzeitig entlassen.
Howey wurde wie viele andere von der WSPU mit der Hungerstreik-Medaille For Valour ausgezeichnet.
Als die militante Wahlrechtsbewegung mit dem Kriegsausbruch 1914 endete, zog sich Howey aus dem öffentlichen Leben zurück. Sie lebte für den Rest ihres Lebens in Malvern und starb dort 1963 an einer chronischen Pylorusstenose. Diese Krankheit ist bei Erwachsenen sehr selten; sie wurde wahrscheinlich durch die vielen Episoden von Zwangsernährung verursacht.